# Toda Forma de Amor
| Críticas profissionais                                                      | Críticas profissionais |
| Avaliações da crítica                                                       | Avaliações da crítica  |
| Fonte                                                                       | Avaliação              |
| --------------------------------------------------------------------------- | ---------------------- |
| allmusic                                                                    | [ 4 ]                  |
| Esta tabela precisa de ser acompanhada por texto em prosa. Consulte o guia. |                        |

Toda Forma de Amor é o sexto álbum de estúdio e o primeiro produzido por Lulu Santos. Os singles desse álbum foram "Toda Forma de Amor", "A Cura" e "Satisfação". A capa original, que continha o casal de bonecos Barbie e Ken pelados na cama, foi censurada e substituída por uma capa preta com o título do álbum.
Segundo o Jornal do Brasil, com dados do NOPEM (Nelson Oliveira Pesquisas de Mercado),  na época o álbum alcançou o quarto lugar na lista de discos mais vendidos.

## Faixas
| N.º            | Título                | Duração |  |
| 1.             | "Mojo (Instrumental)" | 3:32    |  |
| 2.             | "Nova Ordem"          | 3:26    |  |
| 3.             | "Cobra Criada"        | 3:30    |  |
| 4.             | "Paz e Amor"          | 4:47    |  |
| 5.             | "Riding a High"       | 4:25    |  |
| 6.             | "Ton Ton"             | 1:50    |  |
| 7.             | "Toda Forma de Amor"  | 3:45    |  |
| 8.             | "A Cura"              | 4:39    |  |
| 9.             | "Bilhetinho"          | 4:35    |  |
| 10.            | "Satisfação"          | 3:26    |  |
| 11.            | "Futuro do Passado"   | 3:34    |  |
| Duração total: | Duração total:        | 41:16   |  |

## Ficha Técnica
Produzido por Lulu Santos
Gravado por Flávio Senna e Franklin Garrido
Mixado por Flávio Senna
- Paulo Duncan, Yuri Palmeira e Rodrigo Castro Neves: arranjos em "Paz e Amor"
- Lulu Santos: arranjos, voz e guitarras
- Arthur Maia: baixo (3, 5, 6, 8, 9, 11), guitarra e voz (em "Ton Ton")
- Décio Crispim: baixo (2, 4, 7 e 10)
- Paulo Duncan: baixo e teclados em "Paz e Amor"
- Pedro Gil: bateria (2, 6, 8, 9 e 11)
- Marcelo Costa: bateria (3, 5, 7 e 10), percussão (em "Cobra Criada" e "Satisfação"), caxixi (em "Ton Ton"), bongô (em "Toda Forma de Amor") e pandeiro (em "Bilhetinho")
- Sacha Amback: sampler (2, 5, 6, 7, 8, 9 e 11), triângulo (em "Cobra Criada") e órgão (em "Satisfação")
- Yuri Palmeira: computador em "Paz e Amor"
- Christovan Jaques de Chevalier: "ah-ey" em "Paz e Amor"
- Paul de Castro: violino em "Bilhetinho"